# Tokuyama Norihide
Pour les articles homonymes, voir Tokuyama (homonymie).
Tokuyama Norihide est un nom japonais traditionnel ; le nom de famille (ou le nom d'école), Tokuyama, précède donc le prénom (ou le nom d'artiste).
Tokuyama Norihide (徳山則秀, 1544-21 décembre 1607) est un samouraï de la fin de l'époque Sengoku et du début de l'époque d'Edo. Né dans la province de Mino, il est d'abord au service du clan Saitō de Mino avant de se soumettre à Oda Nobunaga, qui l'affecte en tant que yoriki auprès de Shibata Katsuie. Après que les rébellions Ikkō-ikki dans la région de Hokuriku ont été réprimées, Norihide reçoit le château de Matsutō et un fief de 40 000 koku.
Norihide se range du côté de Shibata Katsuie lors de la bataille de Shizugatake (1583) où il est vaincu. Il se soumet ensuite à Toyotomi Hideyoshi qui l'affecte au service de Niwa Nagahide. Après la mort de ce dernier, Tokuyama Norihide est de nouveau affecté, cette fois au service de Maeda Toshiie. Sous le commandement de Maeda, Norihide retourne au combat au siège de Suemori (1584) contre les forces de Sassa Narimasa. Juste avant la bataille de Sekigahara en 1600, Norihide quitte le service de Maeda Toshiie et se fait obligé de Tokugawa Ieyasu qui lui accorde une allocation de 5 000 koku. Tokuyama Norihide devient ainsi le fondateur d'une famille de hatamoto qui sert le clan Tokugawa pendant toute l'époque d'Edo.